# Gary Cooper
Gary Cooper, rodným jménem Frank James Cooper (7. května 1901, Helena, Montana, USA - 13. května 1961, Beverly Hills, Los Angeles, USA), byl americký filmový herec, legendární filmový hrdina z mnoha westernových, válečných, dobrodružných i romantických filmů. Dvakrát získal Oscara za nejlepší mužský herecký výkon v hlavní roli a v roce 1961 čestnou cenu Akademie za celoživotní dílo.

## Život

### Mládí a začátek kariéry
Pocházel z rodiny anglických přistěhovalců, jeho otec byl váženým soudcem v Montaně. Na přání matky Frank studoval i s bratrem dva roky v Anglii na Etonu.  Když vypukla první světová válka, museli se vrátit zpět do Montany. Jeho rodina byla poměrně zámožná a vlastnila rozsáhlý ranč. Starší bratr Arthur byl povolán do armády a Frank musel pomáhat v hospodářství. Zde se naučil mnoha praktickým dovednostem, které později velmi dobře uplatnil i ve filmu, především jízdě na koni. 
Na začátku dvacátých let se rodina přestěhovala do Los Angeles. Frank začal studovat na zemědělské škole, ale pro vážné zranění kyčle, které utrpěl při automobilové nehodě, studia nedokončil. Zranění nohy mu způsobovalo bolesti celý život a kvůli němu nebyl ani odveden do armády během druhé světové války.  V rámci rehabilitace cvičil jízdu na koni a když se dozvěděl, že filmové ateliéry hledají dobré jezdce, přihlásil se. U filmu začínal jako specializovaný kaskadér, když nejprve natáčel různé nebezpečné scény s koňmi, zejména pády z koně, ale i pády koní, skoky s koňmi apod. Později začal zaskakovat v menších vedlejších a epizodních rolích. V letech 1925–1926 účinkoval jako kaskadér a statista asi v padesáti filmech. Od roku 1925 se datuje jeho kariéra filmového herce, kdy debutoval ve filmu Hřmící stádo (The Thundering Herd).  Na návrh své agentky začal používat jméno Gary Cooper. Přátelé mu dali přezdívku Coop. 
V roce 1926 podepsal pracovní smlouvu se společností Paramount Pictures. První velkou hlavní roli dostal v akčním westernu Tam, kde je Arizona (Arizona Bound) v roce 1927. Během dalších dvou let natočil Cooper 15 němých filmů, většinou s westernovou, dobrodružnou nebo válečnou tematikou. Jeho prvním zvukovým filmem byl Muž z Virginie (The Virginian) z roku 1929.  Následovala řada dalších snímků, někdy musel pracovat i na několika filmech současně. Intenzivní pracovní nasazení mělo za následek fyzické vyčerpání a navíc onemocněl žloutenkou. Přerušil práci a odjel si odpočinout do Itálie a na safari do Afriky.  Po návratu uzavřel s Paramountem novou smlouvu na sedm let za výhodnějších podmínek. V roce 1932 se při natáčení filmu Pod cizím praporem (A Farewell to Arms) podle románu Sbohem, armádo seznámil s jeho autorem, Ernestem Hemingwayem. Stali se z nich přátelé na celý život, které spojovala lovecká vášeň. 

### Vrchol kariéry
Světový úspěch dosáhl v roce 1935 výpravný velkofilm Tři bengálští jezdci (The Lives of a Bengal Lancer) o vojácích britského jezdeckého pluku a o rok později film Úžasná událost (Mr. Deeds Goes to Town), který mu přinesl první nominaci na Oscara.  Dalším úspěšným snímkem z tohoto období byl western Velký Bill (The Plainsman), v němž Cooper znovu ukázal i své umění v jízdě na koni. Vysoký, štíhlý muž s modrýma očima se stal prototypem kladných westernových hrdinů s úspornými pohyby, vyzařujícími klidnou sílu. Zakládal si na přirozenosti a své projevy omezoval opravdu jen na to nejpodstatnější.

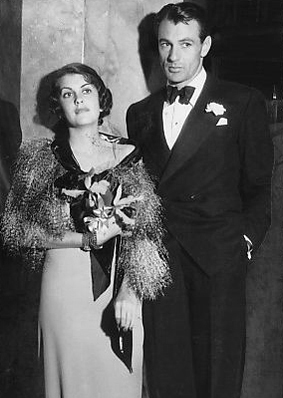
Gary Cooper a Veronica Balfeová v roce 1933

Po narození dcery Marie v roce 1937 práci u filmu na několik měsíců přerušil, aby se mohl věnovat rodině. Jeho manželkou byla začínající herečka Veronica Balfeová, se kterou se oženil v roce 1934. Po svatbě se herecké kariéry vzdala.  Cooper byl přitažlivý muž a měl řadu milostných vztahů nejen před manželstvím, ale i v jeho průběhu.
V roce 1941 podal jeden ze svých nejlepších výkonů ve válečném dramatu Četař York (Sergeant York), natočeném podle skutečného příběhu z 1. světové války. Cooper byl jmenován nejlepším hercem roku a získal svého prvního Oscara.  Sošku pak věnoval pravému hrdinovi Alvinu C.Yorkovi se slovy: „Jste jediný, kdo si tuto poctu opravdu zaslouží.“  Začátkem čtyřicátých let byl na vrcholu své filmové kariéry. Měl další tři nominace na Oscara a patřil mezi nejoblíbenější herce v Hollywoodu.

### Osobní krize a závěr života

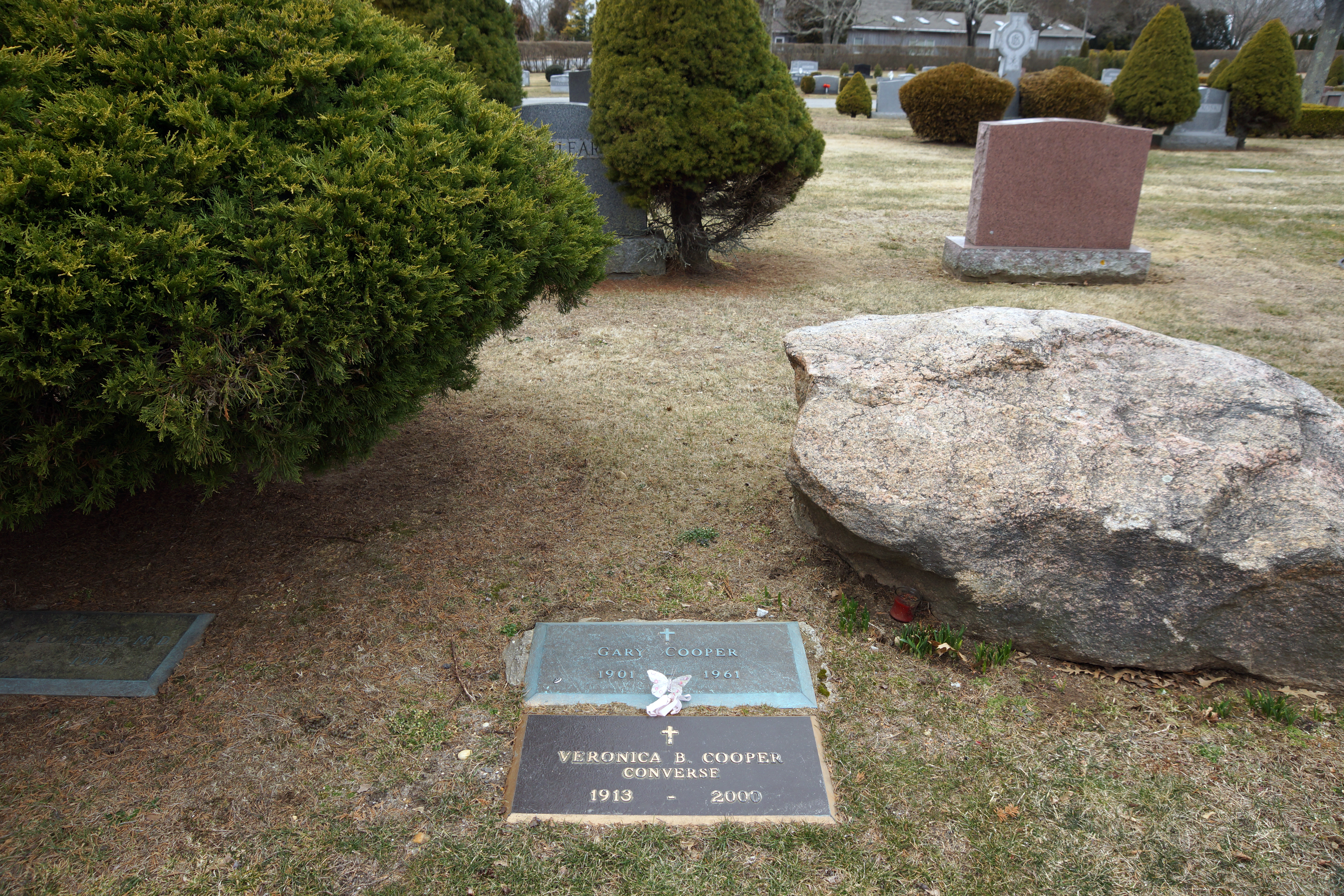
Hrob Garryho a Veronicy Cooperových

Osudným se pro něj stalo natáčení filmu Zdroj (The Fountainhead) v roce 1948, při kterém se seznámil s mladou herečkou Patricí Nealovou. Jejich milostný poměr trval téměř dva roky a znamenal konec Cooperova dosud šťastného manželství. Paní Cooperová jako věřící katolička odmítala rozvod a veřejné mínění Nealovou odsuzovalo jako ničitelku rodiny. Postavila se proti němu i dospívající dcera. Milenci hledali útočiště u Hemingwaye na Kubě, ale vztah neměl perspektivu. Koncem roku 1951 se Cooper s Nealovou dohodli na rozchodu.  Cooper odjel do ciziny, kde strávil téměř dva roky. Bouřlivá aféra měla negativní vliv jak na Cooperovu kariéru, tak jeho zdraví. Duševní trápení poznamenalo jeho tvář i chování. Na plátně vypadal jinak než dříve, působil zatrpkle a rezignovaně. Tak se objevil v hlavní roli šerifa v klasickém westernu V pravé poledne (High Noon) z roku 1952. Za svůj vynikající výkon dostal druhého Oscara. Na slavnostním ceremoniálu ho zastoupil John Wayne.  Při návštěvě Paříže se podrobil lékařskému vyšetření, při kterém mu byla zjištěna rakovina prostaty. V roce 1954 se vrátil zpět k manželce, na jejich usmíření měla velký podíl dcera Marie. Potom účinkoval ještě v několika filmech, ale měl stále větší zdravotní potíže. V roce 1959 se musel podrobit operaci na klinice v Bostonu. Jeho posledním filmem byl kriminální příběh Na ostří nože (The Naked Edge) z roku 1960. V únoru 1961 se už jako těžce nemocný objevil v televizním studiu v New Yorku, kde přednesl projev na téma „Skutečný americký západ”.
V dubnu 1961 mu byl udělen čestný Oscar za celoživotní dílo.  Slavnostního ceremoniálu v Hollywoodu už se nemohl zúčastnit, cenu za něj převzal jeho dlouholetý přítel James Stewart.  
Gary Cooper zemřel 14. května 1961, krátce po svých 60. narozeninách. Je pochován na hřbitově Sacred Hearts Cemetery v Southamptonu, New York.

## Filmografie (výběr)

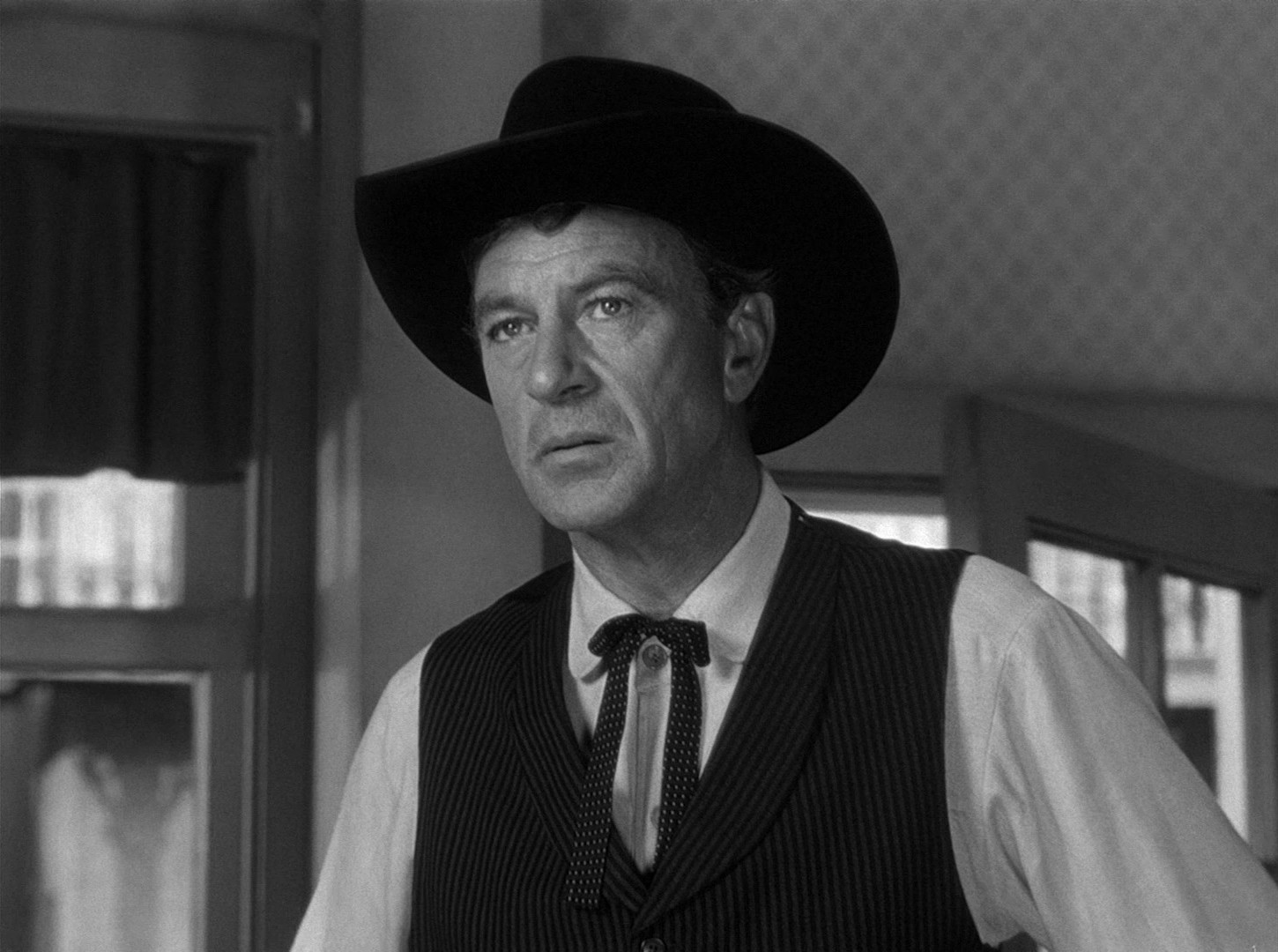
Gary Cooper ve filmu V pravé poledne (1952)

Výběr zvukových filmů s Gary Cooperem v hlavní roli:
- 1929 Muž z Virginie (The Viginian) – r. Victor Fleming
- 1930 Maroko (Morocco) – r. Josef von Sternberg
- 1932 Pod cizím praporem – Sbohem armádo (A Farewell to Arms) – r. Frank Borzage
- 1935 Tři bengálští jezdci (The Lives of a Bengal Lancer) – r. Henry Hathaway
- 1936 Úžasná událost (Mr. Deeds Goes to Town) – r. Frank Capra – nominace na Oscara pro G.C.
- 1936 Velký Bill (The Plainsman) – r. Cecil B. De Mille
- 1938 Marco Polo (The Adventures of Marco Polo) – r. Archie L. Mayo
- 1938 Osmá žena modrovousova (Bluebeard’s Eight Wife) – r. Ernst Lubitsch
- 1938 Kovboj a dáma (The Cowboy and the Lady) – r. H.C.Potter
- 1940 Muž ze západu (The Westerner) – r. William Wyler
- 1941 Četař York (Sergeant York) – r. Howard Hawks – Oscar pro G.C.
- 1942 Pýcha Yankeeů (The Pride of Yankees) – r. Sam Wood – nominace na Oscara pro G.C.
- 1943 Komu zvoní hrana (For Whom the Bell Tolls) – r. Sam Wood – nominace na Oscara pro G.C.
- 1952 V pravé poledne (High Noon) – r. Fred Zinnemann – Oscar pro G.C.
- 1957 Odpolední láska (Love in the Afternoon) – r. Billy Wilder
- 1958 Muž ze západu (Man of the West) – r. Anthony Mann
- 1959 Strom na věšení (The Hanging Tree) – r. Delmer Daves, Karl Malden, Vincent Sherman
- 1959 Zkáza Mary Deare (The Wreck of the Mary Deare) – r. Michael Anderson
- 1960 Na ostří nože (The Naked Edge) – r. Michael Anderson